# Helvetic Airways

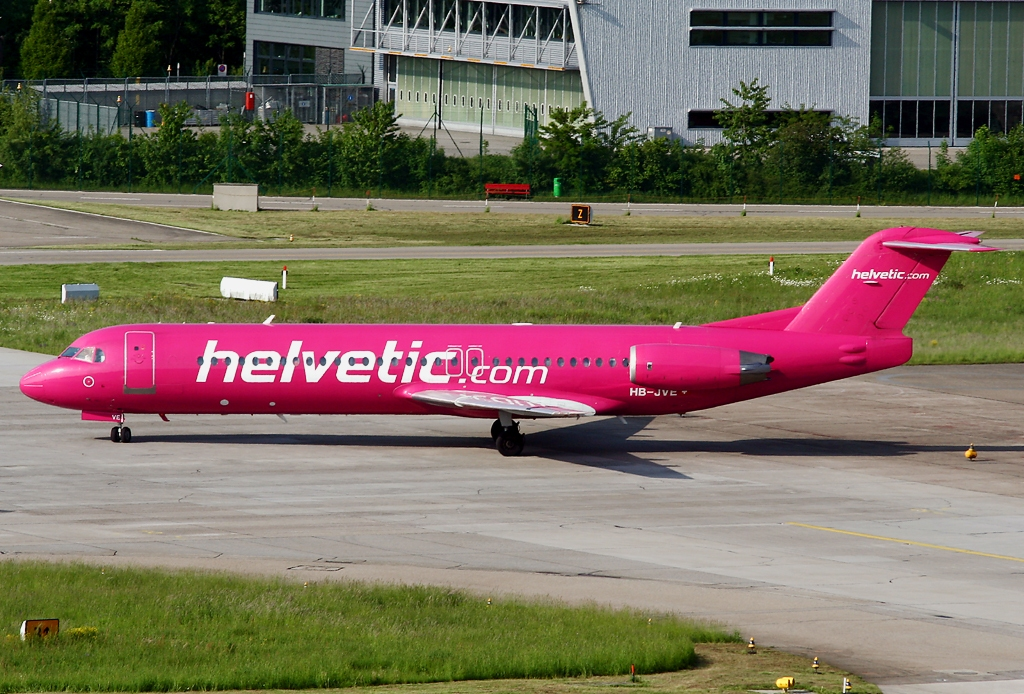
Fokker 100 авіакомпанії Helvetic Airways в колишній лівреї

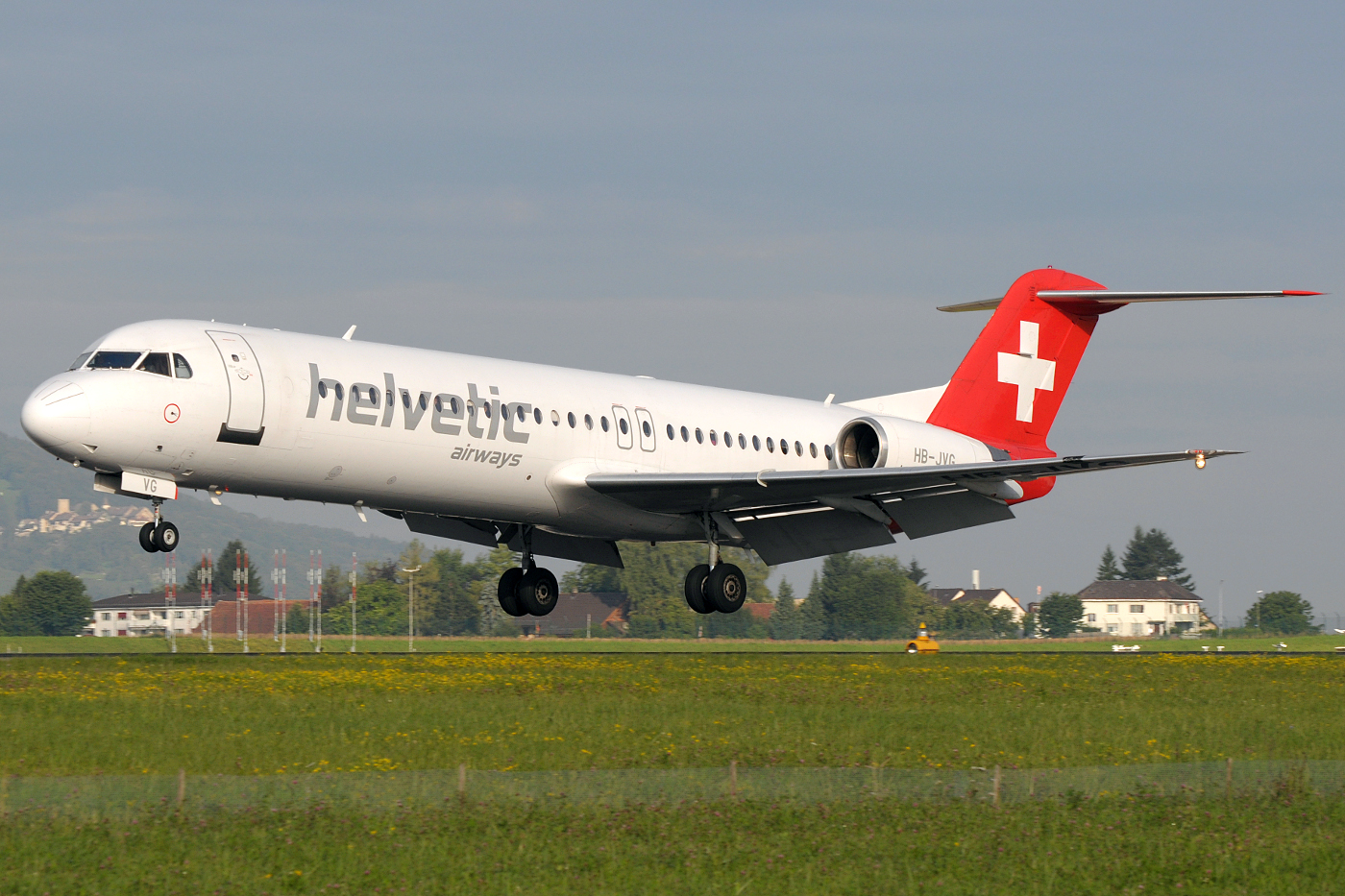
Fokker 100 авіакомпанії Helvetic Airways в нинішній лівреї

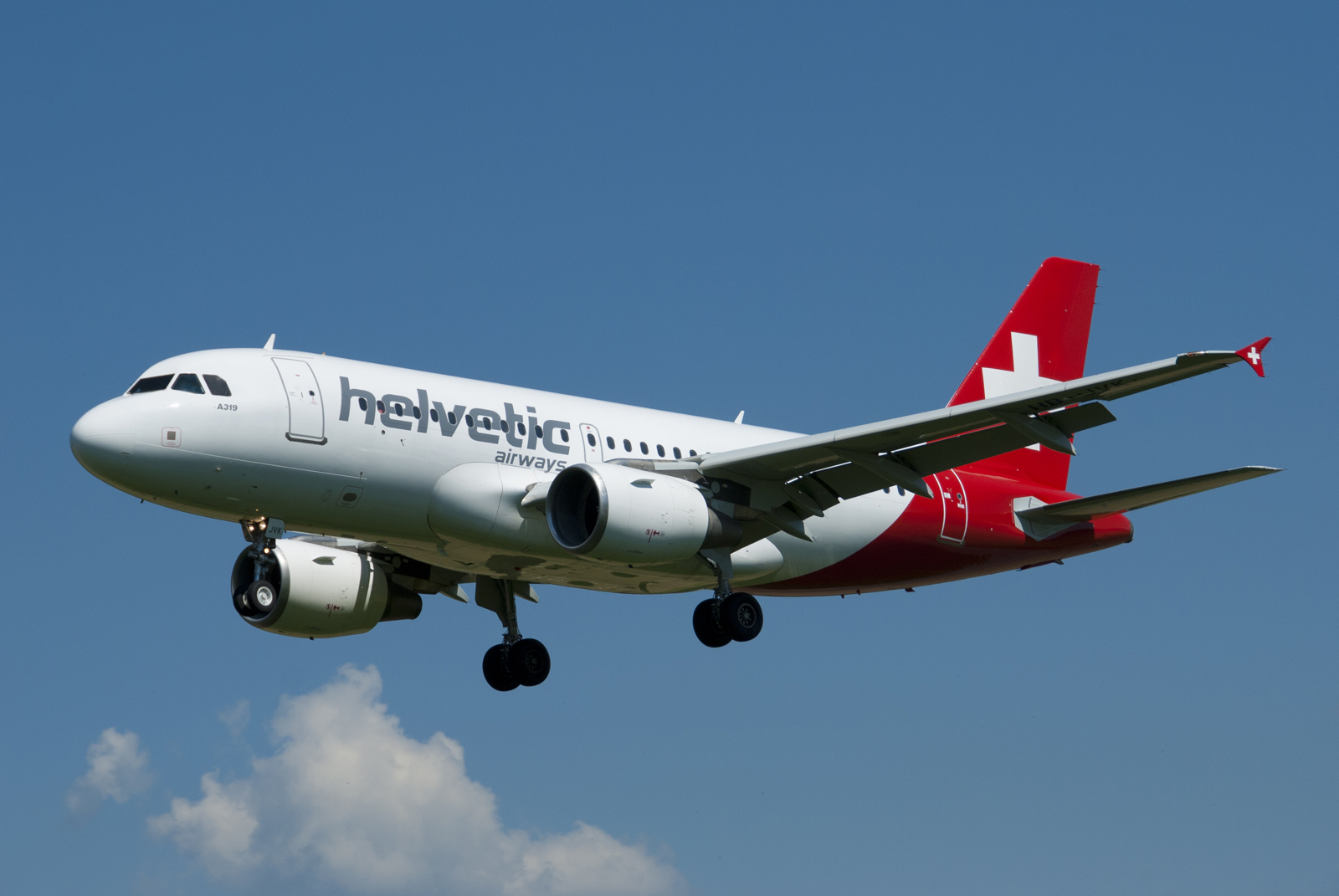
Airbus A319 авіакомпанії Helvetic Airways в заході на посадку в аеропорту Берн

Helvetic Airways — швейцарська авіакомпанія зі штаб-квартирою в комуні Клотен, що працює в сфері чартерних та бізнес-перевезень в Європі і Північній Америці. Також виконує регулярні пасажирські перевезення під брендом національної авіакомпанії Swiss International Air Lines на її літаках Fokker 100.
Портом приписки перевізника і його головним транзитним вузлом (хабом) є аеропорт Цюриха.

## Історія
Helvetic Airways була утворена восени 2003 року шляхом ребрендингу і розширення іншої авіакомпанії Odette Airways, основною метою перевізник ставив організацію пасажирських рейсів між Швейцарією та аеропортами в південно-східній частині Європи. Авіакомпанія стала першим бюджетним перевізником країни, почавши польоти в листопаді 2003 року на літаках Fokker 100. У 2004 році повітряний флот Helvetic Airways збільшився до семи літаків.
У грудні 2006 року авіакомпанія змінила стиль розмальовки власних повітряних суден на сріблясто-біло-червону гаму зі швейцарським національним знаком у вигляді хреста на кілях літаків.
У жовтні 2010 року засоби масової інформації Швейцарії повідомили про відкриття другого хаба авіакомпанії в аеропорту Берна.
18 лютого літак авіакомпанії вісім осіб у формі працівників поліції під'їхали на спецтранспорті з сигнальними вогнями до літака Fokker 100 авіакомпанії Helveric Airways, який готувався до вильоту з брюссельського аеропорту в Цюрих. Без єдиного пострілу протягом п'яти хвилин зловмисники викрали вантаж в 120 неогранених алмазів вартістю близько 50 мільйонів доларів США (32 мільйони фунтів стерлінгів).

## Маршрутна мережа
Маршрутна мережа на липень 2018:
| Країна    | Місто                | Аеропорт                      | Примітки  | Refs |
| --------- | -------------------- | ----------------------------- | --------- | ---- |
| Кіпр      | Ларнака              | Ларнака (аеропорт) Чартер     | Припинено |      |
| Фінляндія | Куусамо              | Куусамо (аеропорт) Чартер     | Припинено |      |
| Франція   | Бордо                | Бордо (аеропорт)              | Припинено |      |
| Франція   | Корсика              | Кальві (аеропорт)             |           |      |
| Франція   | Лурд                 | Лурд (аеропорт) Чартер        | Припинено |      |
| Німеччина | Росток               | Росток (аеропорт)             |           |      |
| Греція    | Іракліон             | Іракліон (аеропорт) Чартер    | Припинено |      |
| Греція    | Кос                  | Кос (аеропорт) Чартер         | Припинено |      |
| Греція    | Превеза              | Превеза (аеропорт) Чартер     | Припинено |      |
| Греція    | Родос                | Родос (аеропорт) Чартер       | Припинено |      |
| Ірландія  | Лімерик              | Шаннон (аеропорт)             |           |      |
| Італія    | Ольбія               | Ольбія (аеропорт)             |           |      |
| Сербія    | Приштина             | Приштина (аеропорт) Чартер    | Припинено |      |
| Македонія | Охрид                | Охрид (аеропорт) Чартер       | Припинено |      |
| Македонія | Скоп'є               | Скоп'є (аеропорт) Чартер      | Припинено |      |
| Норвегія  | Тромсе               | Тромсе (аеропорт) Чартер      | Припинено |      |
| Іспанія   | Херес-де-ла-Фронтера | Херес (аеропорт)              |           |      |
| Іспанія   | Пальма-де-Мальорка   | Пальма-де-Мальорка (аеропорт) |           |      |
| Швейцарія | Берн                 | Берн (аеропорт)               | Хаб       |      |
| Швейцарія | Сьйон                | Сьйон (аеропорт)              |           |      |
| Швейцарія | Цюрих                | Цюрих (аеропорт)              | Хаб       |      |

## Флот
На липень 2019 року повітряний флот авіакомпанії Helvetic Airways становили такі літаки